# Луїс Шмайссер
Луїс Шмайссер (нім. Louis Schmeisser; 5 лютого 1848 — 23 березня 1917) — конструктор зброї.
Життя Луїса пов'язане з розвитком і виробництвом автоматичної зброї «Бергманн» (нім. Firma Bergmann), яку застосовували під час Першої світової війни. Він також спроектував пістолет Dreyse 1907, який використовувався в обох світових війнах.
Народився в Цьольніці, Тюрингія. Батько Гуго Шмайссера (1884–1953), також відомого конструктора зброї, який зробив великий внесок у розробку німецької автоматичної зброї, що використовувалася під час Другої Світової війни. Його інший син, Ганс Шмайссер, також був конструктором зброї.